# Order of the Republic of Trinidad and Tobago
Der Order of the Republic of Trinidad and Tobago (auf Deutsch etwa Orden der Republik Trinidad und Tobago) ist der höchste Orden des karibischen Inselstaats Trinidad und Tobago. Er wird für herausragende Verdienste um das Land verliehen. Eingeführt wurde er 2008, als er die bis dahin höchste Auszeichnung, das Trinity Cross, ablöste.

## Geschichte
Die ehemalige britische Kolonie Trinidad wurde 1962 unabhängig. Als höchsten Orden vergab das Land ab 1969 das Trinity Cross, das vom damaligen Staatsoberhaupt Elisabeth II. (Trinidad ist seit 1976 eine Republik) gestiftet worden war. Das Trinity Cross stand jahrzehntelang in der Kritik, da es als christliches Symbol die nichtchristlichen Religionen im multiethnischen, multireligiösen Trinidad diskriminiere. Mehrere nichtchristliche Preisträger verweigerten die Annahme, und bereits 1972 sicherte der damalige Premierminister Eric Williams zu, den Orden umzubenennen, ohne dann tatsächlich tätig zu werden. 1997 empfahl ein Komitee unter Vorsitz des ehemaligen obersten Richters des Landes Michael de la Bastide, den Orden in „Order of Trinidad and Tobago“ umzubenennen.
Ende Mai 2006 urteilte der High Court Trinidads unter Richter Peter Jamadar, dass das Trinity Cross nichtchristliche Religionen diskriminiere, dass aber eine Namensänderung oder Neuordnung wenn, dann durch das Parlament zu erfolgen habe. Geklagt hatten die Hinduorganisation Maha Sabha und das Islamic Relief Centre. Premierminister Patrick Manning setzte die Verleihung des Trinity Cross daraufhin aus und sagte die Schaffung eines neuen Ordens zu, der in Anlehnung an den „Bastide Report“ von 1997 „Order of the Republic of Trinidad and Tobago“ genannt werden solle. Am 5. Juni 2008 wurde das Trinity Cross offiziell durch den Order of the Republic of Trinidad and Tobago ersetzt. Erste Preisträger waren die Steel-Pan-Musiker Bertie Marshall und Anthony Williams sowie Brian Copeland, Rektor der University of the West Indies.
Der Orden wurde mehrfach postum verliehen, so 2009 an die kurz zuvor gestorbene Boxerin Jizelle Salandy und 2012 an die Politiker Adrian Cola Rienzi († 1972) und George Michael Chambers († 1997). In einigen Jahren, so 2016, 2020 und 2021, wurde der Orden nicht verliehen.
Es gibt nur eine Stufe des Ordens. Pro Jahr dürfen maximal fünf Personen mit dem Orden ausgezeichnet werden. Von 2008 bis 2017 fand die Verleihung am trinidadischen Unabhängigkeitstag (dem 31. August) statt, seit 2017 am Tag der Republik (dem 24. September). Mit dem Orden Ausgezeichnete dürfen den Namenszusatz O.R.T.T. führen.

## Aussehen
Der Orden besteht aus 18-karätigem Gold. Er zeigt auf der Vorderseite die Umrisse der Insel Trinidad inmitten einer stilisierten Sonne. Auf der Rückseite ist der zentrierte Text „Order of the Republic of Trinidad and Tobago“ in Versalien eingraviert. Der Orden hängt an einem Band in den Farben Rot, Weiß und Schwarz, den Farben der trinidadischen Flagge.

## Ordensträgerinnen und Ordensträger
- 2008: Brian Copeland (Musiker)
- 2008: Bertie Marshall (Musiker)
- 2008: Anthony Williams (Musiker)
- 2009: Jizelle Salandy (Boxerin, postum)
- 2010: Wahid Ali (Mediziner, postum)
- 2010: Karl Hudson-Phillips (Jurist)
- 2010: Krishna Maharaj (religiöser Würdenträger, postum)
- 2010: Kamaluddin Mohammed (Politiker)
- 2011: Helen Bhagwansingh (Managerin)
- 2011: Philip Louis Ulric Cross (Richter)
- 2011: Zalayhar Hassanali (Frau von Noor Hassanali)
- 2011: Anthony Sabga (Manager)
- 2012: George Michael Chambers (Politiker, postum)
- 2012: Adrian Cola Rienzi (Politiker, postum)
- 2012: Keshorn Walcott (Leichtathlet)
- 2013: Ivor Archie (Richter)
- 2013: Anthony Carmona (Politiker)
- 2013: Makandal Daaga (Politaktivist)
- 2013: Ramesh Deosaran (Politiker)
- 2015: Winston Dookeran (Politiker)
- 2015: Errol McLeod (Politiker)
- 2017: Courtenay Bartholomew (Wissenschaftler)
- 2017: Rose McCartha „Calypso Rose“ Lewis (Musikerin)
- 2017: Lenny Saith (Politiker)
- 2018: Wendell Mottley (Politiker)
- 2018: Paula Mae Weekes (Politikerin)
- 2019: Hollis Urban „Chalkdust“ Liverpool (Musiker)
- 2023: Christine Kangaloo (Politikerin)